# Diplectrona albofasciata
Diplectrona albofasciata är en nattsländeart som först beskrevs av Georg Ulmer 1913.  Diplectrona albofasciata ingår i släktet Diplectrona och familjen ryssjenattsländor. Inga underarter finns listade i Catalogue of Life.